# Неа-Филотеи
Не́а-Филоте́и (греч. Νέα Φιλοθέη) — район Афин, расположенный на юго-восточном склоне холма Турковуния. Граничит с муниципалитетом Филотеи-Психикон, а также районами Афин Полигоно, Гизи, Кипсели и Гирокомио. Название район получил по храму святого Филотея.